# Балабанов, Венедикт Дмитриевич
Венеди́кт Дми́триевич Балаба́нов (12 января 1908 год, Николаев — 1976 год, Ейск) — директор совхоза «Тобольский» Адамовского района Чкаловской области. Герой Социалистического Труда (1957).

## Биография
Родился в 1908 году в семье служащего в Николаеве.
Окончил сельскохозяйственную профессионально-техническую школу (1925), затем — Херсонский сельскохозяйственный институт. Трудился агрономом в совхозах Украинской ССР, главным агрономом в Чечено-Ингушской АССР. В мае 1942 году призван в Красную Армию. После окончания Краснодарского военного училища воевал в командиром миномётного взвода в составе 230-го гвардейского миномётного полка. Воевал при обороне Ленинграда, затем освобождал Прибалтику и Польшу. В марте 1945 года получил ранение во время сражения около Данцига.
После излечения в госпитале демобилизовался по состоянию здоровья и возвратился на территорию упразднённой Чечено-Ингушской АССР, где был назначен директором одного из местных совхозов.
В марте 1954 года отправился осваивать целину в Чкаловскую область. Был назначен директором новообразованного целинного совхоза «Тобольский» Адамовского района. Под его руководством в совхозе было построены производственные помещения, 32 четырёхквартирных дома для рабочих, кухня, столовая, контора совхоза, школа и клуб, заложен виноградник и фруктовый сад. В первый год было освоено и засеяно зерновыми 48 тысяч гектаров целинных земель.
За короткое время вывел совхоз в число передовых сельскохозяйственных предприятий Чкаловской области. В 1956 году совхоз собрал в среднем по 16 центнеров пшеницы с каждого гектара и сдал государству 3 миллиона 25 тысяч пудов пшеницы. Общая стоимость сданной государству продукции в этом году составила 27 миллионов рублей, в результате чего полностью окупилась себестоимость вложенных средств на строительство совхоза. Указом Президиума Верховного Совета СССР от 11 января 1957 года «за успехи, достигнутые в освоении целинных земель, успешное проведение уборки урожая и хлебозаготовок» удостоен звания Героя Социалистического Труда с вручением Ордена Ленина и золотой медали Серп и Молот.
В последующие годы занимался организацией нового целинного совхоза «Весёлый», директором которого был до выхода на пенсию в 1968 году.
Последние годы жил в Ейске. Скончался в 1976 году. Похоронен на Старом кладбище Ейска.

## Награды
- Герой Социалистического Труда
- Орден Ленина
- Орден Отечественной войны 2 степени (11.10.1944)
- Орден Красной Звезды (26.03.1944)
- Медаль «За оборону Ленинграда» (22.12.1942)
- Медаль «За победу над Германией в Великой Отечественной войне 1941—1945 гг.» (09.05.1945)
- Медаль «За трудовую доблесть» (20.05.1948)
- Медаль «За доблестный труд в Великой Отечественной войне 1941—1945 гг.»
- Медаль «За освоение целинных земель»